# Cepillo dental ultrasónico

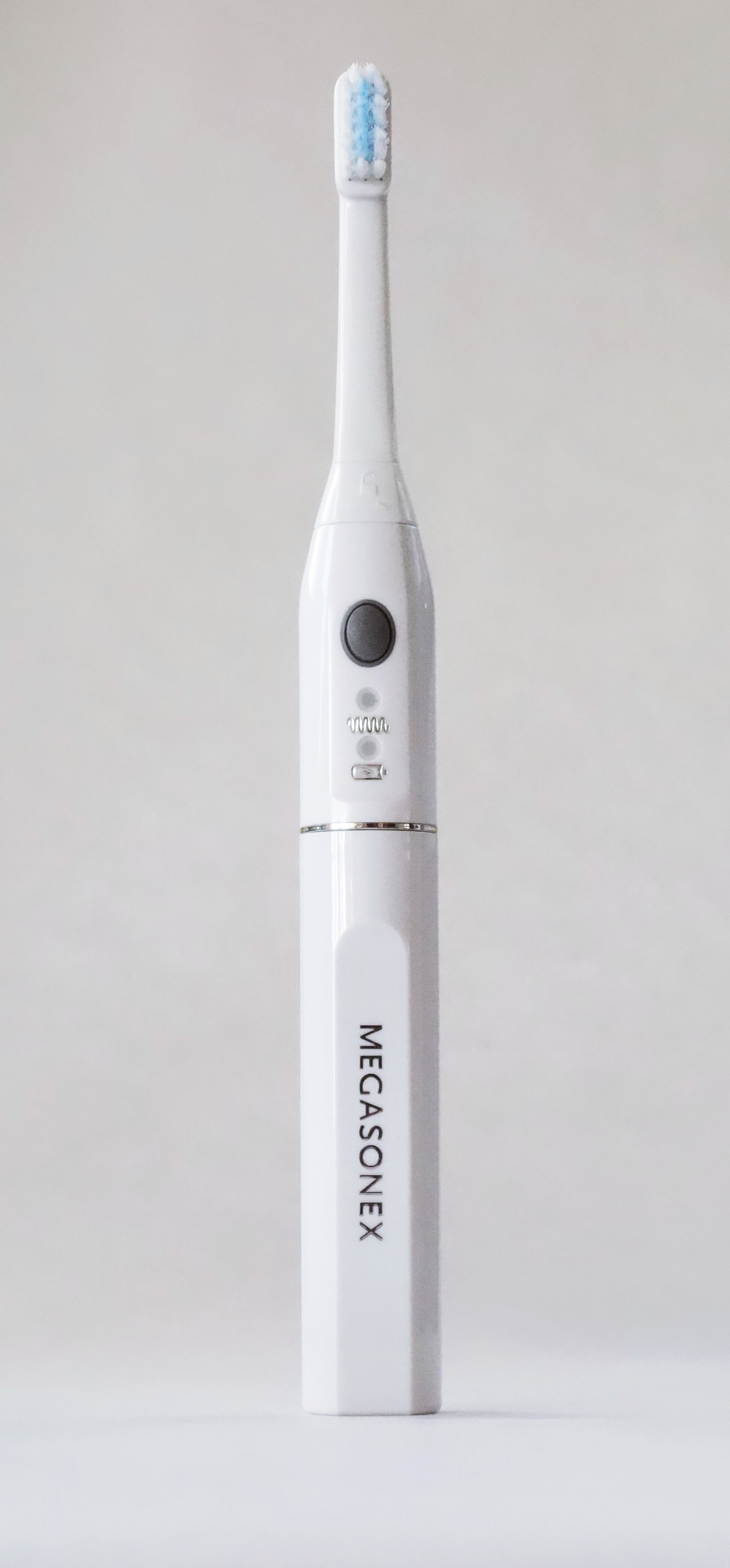
Cepillo dental ultrasónico (Megasonex)

Un cepillo dental ultrasónico es un cepillo eléctrico diseñado para el uso doméstico cotidiano que proporciona ultrasonidos para ayudar a remover la placa, lo que hace la placa bacteriana inofensiva. Se opera típicamente a una frecuencia de 1,6MHz, es decir 96.000.000 pulsaciones o 192.000.000 movimientos por minuto. El ultrasonido se define como una serie de ondas de presión acústica generada a una frecuencia más allá de la audición humana.

## Antecedentes
Cepillos de dientes eléctricos han sido utilizados por el público desde principios de 1950. Hoy en día, se han desarrollado y según la velocidad de sus vibraciones, se puede dividirlos en tres categorías: eléctricos, sónicos y ultrasónicos.
Los cepillos de dientes eléctricos pueden vibrar hacia arriba y abajo, girar circularmente, ya veces hacer una combinación de los dos.  Típicamente, la velocidad de sus vibraciones se mide en movimientos por minuto.  Los cepillos de dientes eléctricos ordinarios vibran a una velocidad desde entre unos pocos miles de veces por minuto hasta aproximadamente 10.000 a 12.000 veces por minuto. Cepillos sónicos se denominan así porque la velocidad, es decir la frecuencia de sus vibraciones, en contraposición con el sonido del motor, está comprendida en el rango promedio de la voz humana usado para la comunicación diaria.
La voz humana de un hombre adulto típico tiene una frecuencia fundamental de 85 a 180 Hz (10.200 a 21.600 movimientos por minuto), y la de una mujer adulta típica varía de 165 a 255 Hz (19.800 a 30.600 movimientos por minuto). Los cepillos dentales ultrasónicos proporcionan ondas ultrasónicas generalmente utilizando un cristal piezoeléctrico implantado que emite una frecuencia ultrasónica, la que teóricamente podría ser tan baja como 20.000 Hz (2.400.000 movimientos por minuto). Sin embargo, la frecuencia más común, que ha sido investigada en muchos estudios científicos, se encuentra aproximadamente a 1.6MHz, es decir 96.000.000 ondas o 192.000.000 movimientos por minuto. 

## Historia
El primer cepillo de dientes ultrasónico, comercializado por Sonex Corporation, inicialmente baja la marca Ultima® y posteriormente baja la marca Ultrasonex®, fue patentado por primera vez en los EE. UU. en 1992, el mismo año que la FDA se dio la aprobación para el uso diario en el hogar. Inicialmente, el cepillo Ultima® solamente proporcionaba ultrasonidos.  Unos años más tarde, se añadió un motor para el cepillo Ultrasonex® para proporcionar vibración sónica también. Más tarde, Sonex fue vendido a Salton, Inc., que comenzó a distribuir el producto en los EE. UU. y otros países. En 2008, los nuevos propietarios de Salton decidieron abandonar el mercado de la higiene oral y, desde entonces, varias empresas empezaron a vender los nuevos cepillos de dientes ultrasónicos bajo marcas como Ultreo® y Megasonex®. A finales de 2013, otras marcas de cepillos ultrasónicos comenzaron a aparecer en el mercado. Hoy en día, la mayoría de los cepillos de dientes ultrasónicos proporcionan simultáneamente los ultrasonidos y la vibración sónica.

## Eficacia
Ultrasonido, en el intervalo de 1,0 a 3,0 MHz es ampliamente utilizado en dispositivos médicos terapéuticos para aumentar la velocidad de curación del hueso y de la laceración, para el tratamiento de la estomatitis aftosa y el sangrado gingival, para remover la placa y más.
Se han hecho estudios sobre los cepillos eléctricos sónicos donde se ha comprobado que, en 21 días, reduce un 69% el índice gingival y un 39% la placa bacteriana.

## Seguridad
Los ultrasonidos se han utilizados en la medicina desde hace casi medio siglo y la seguridad de usarlos ha sido estudiada por casi el mismo período de tiempo. En 1992, la FDA de los EE. UU. permitió por primera vez el uso de ultrasonidos a una frecuencia de 1,6 MHz en un cepillo de dientes. En 1993, el Instituto Americano de Ultrasonido en Medicina (AIUM), junto con la Asociación Nacional de Fabricantes Eléctricos (NEMA) desarrolló el estándar de visualización de salida (ODS), incluyendo el índice térmico y el índice mecánico que han sido incorporados en las nuevas regulaciones de la FDA. Estas regulaciones limitan la salida de potencia de estos dispositivos a un nivel lo suficientemente bajo como para evitar aumentar la temperatura del tejido circundante en más de 1 °C.